# 幕末料理侍 すずしろのボン
『幕末料理侍 すずしろのボン』（ばくまつりょうりざむらい すずしろのボン）は、松下朋未による日本の漫画作品。
「ひとしな料理侍 すずしろのボン」（ひとしなりょうりざむらい すずしろのボン）のタイトルで『ガンガン戦-IXA-』（スクウェア・エニックス）2010年夏の陣、冬の陣に掲載。「幕末料理侍 すずしろのボン」に改題してウェブコミック配信サイト『ガンガンONLINE』2011年4月28日更新分から2012年6月28日まで不定期で連載された。

## 単行本
1. 2011年10月22日 ISBN 978-4-7575-3393-6
2. 2012年8月22日 ISBN 978-4-7575-3567-1